# Oonops ornatus
Oonops ornatus là một loài nhện trong họ Oonopidae.
Loài này thuộc chi Oonops. Oonops ornatus được Arthur M. Chickering miêu tả năm 1970.